# Agnes Asangalisa Chigabatia
Agnes Asangalisa Chigabatia, née le 20 octobre 1956 à Chuchuliga dans la Région du Haut Ghana oriental et morte le 9 janvier 2024 est une femme politique ghanéenne et ancienne députée de la circonscription de Builsa Nord,.

## Jeunesse et éducation
Agnes Chigabatia est née le 20 octobre 1956 à Chuchuliga dans la Région du Haut Ghana oriental au Ghana. Elle a fait ses études secondaires à l'Adda Middle School à Navrongo et l'Ayieta Middle School à Sandema. Plus tard, Agnes a fait ses études secondaires à la St. Francis Girls' Senior High School (en) à Jirapa. Elle a poursuivi ses études à Accra Polytechnic où elle a obtenu un certificat de niveau avancé en restauration.

## Carrière politique
Agnès Chigabatia s'est présentée aux élections législatives de 2004 sur le ticket du Nouveau Parti patriotique qu'elle a remporté. Elle a obtenu un total de 6 160 voix représentant 33,70%. Elle a servi pendant une période de quatre ans (7 janvier 2005 - 7 janvier 2009). Au cours de cette même période, Agnès est également sous-ministre de la région du Haut-Est,. Agnes perd son poste de députée lors des élections de 2008 contre Timothy Awotiirim Ataboadey.